# Морган (округ, Западная Виргиния)
Округ Морган (англ. Marshall County) располагается в США, штате Западная Виргиния. Официально образован 9 февраля 1820 года, получил своё наименование в честь американского политического и военного деятеля Даниэля Моргана. По состоянию на 2010 год, численность населения составляла 17 471 человек.

## География
По данным Бюро переписи США, общая площадь округа равняется 596 км², из которых 593 км² суша и 1 км² или 0,2 % это водоёмы.

### Соседние округа
- Вашингтон (Мэриленд) — север
- Беркли (Западная Виргиния) — восток
- Фредерик (Виргиния) — юго-восток
- Хампшир (Западная Виргиния) — юго-запад
- Аллегейни (Мэриленд) — запад

## Демография
По данным переписи населения 2000 года в округе проживает 14 943 жителей в составе 6 145 домашних хозяйств и 4 344 семей. Плотность населения составляет 25 человек на км². На территории округа насчитывается 8 076 жилых строений, при плотности застройки 14 строений на км². Расовый состав населения: белые — 98,30 %, афроамериканцы — 0,60 %, коренные американцы (индейцы) — 0,17 %, азиаты — 0,12 %, гавайцы — 0,01 %, представители других рас — 0,23 %, представители двух или более рас — 0,57 %. Испаноязычные составляли 0,83 % населения независимо от расы.
В составе 28,70 % из общего числа домашних хозяйств проживают дети в возрасте до 18 лет, 57,90 % домашних хозяйств представляют собой супружеские пары проживающие вместе, 8,20 % домашних хозяйств представляют собой одиноких женщин без супруга, 29,30 % домашних хозяйств не имеют отношения к семьям, 24,50 % домашних хозяйств состоят из одного человека, 16,60 % домашних хозяйств состоят из престарелых (65 лет и старше), проживающих в одиночестве. Средний размер домашнего хозяйства составляет 2,40 человека, и средний размер семьи 2,84 человека.
Возрастной состав округа: 22,40 % моложе 18 лет, 6,80 % от 18 до 24, 27,30 % от 25 до 44, 26,90 % от 45 до 64 и 16,60 % от 65 и старше. Средний возраст жителя округа 40 лет. На каждые 100 женщин приходится 96,60 мужчин. На каждые 100 женщин старше 18 лет приходится 95,00 мужчин.
Средний доход на домохозяйство в округе составлял 35 016 USD, на семью — 40 690 USD. Среднестатистический заработок мужчины был 29 816 USD против 22 307 USD для женщины. Доход на душу населения составлял 18 109 USD. Около 8,00 % семей и 10,40 % общего населения находились ниже черты бедности, в том числе — 11,60 % молодежи (тех кому ещё не исполнилось 18 лет) и 8,80 % тех кому было уже больше 65 лет.